# Cause-de-Clérans
Cause-de-Clérans is een gemeente in het Franse departement Dordogne (regio Nouvelle-Aquitaine) en telt 310 inwoners (1999). De plaats maakt deel uit van het arrondissement Bergerac.
In de plaats ligt de ruïne van het Kasteel van Clérans.

## Geografie
De oppervlakte van Cause-de-Clérans bedraagt 14,6 km², de bevolkingsdichtheid is 21,2 inwoners per km².
De onderstaande kaart toont de ligging van Cause-de-Clérans met de belangrijkste infrastructuur en aangrenzende gemeenten.

## Demografie
Onderstaande figuur toont het verloop van het inwonertal (bron: INSEE-tellingen).